# Фоку-Фоссо, Арсен
Арсе́н Фоку́ Фоссо́ (фр. и англ. Arsène Fokou Fosso; род. 27 июня 1983, Яунде, Камерун) — австралийский, ранее камерунский боксёр-профессионал, выступающий в тяжёлой весовой категории. Член национальной сборной Камеруна (в 2010-х годах), бронзовый призёр чемпионата мира (2017), чемпион Африки (2017), многократный победитель и призёр международных и национального турниров в любителях.

## Ранние годы
Родился 13 января 1994 года в городе Яунде, Камерун.

## Любительская карьера
Проходил подготовку в местном боксёрском клубе в Яунде.

### Игры Содружества 2010 года
В октябре 2010 года в Дели (Индия) участвовал в Играх Содружества в весе до 91 кг, где в четвертьфинале досрочно в 3-м раунде проиграл опытному англичанину Саймону Валлили, который в итоге стал чемпионом Игр Содружества 2010 года.

### 2016 год
В марте 2016 года усиленно готовился к Олимпиаде 2016 года, официально был заявлен и прошёл жеребьёвку, но по техническим причинам не смог выйти на бой с ганцем Эммануэлем Сэндименом на Африканском Олимпийском квалификационном турнире и соответственно не прошёл квалификацию на летние Олимпийские игры 2016 года в Рио-де-Жанейро (Бразилия).

### Чемпионат Африки 2017 года
В июне 2017 года в Браззавиле (Республика Конго) стал чемпионом Африки в категории свыше 91 кг, где он в полуфинале победил египтянина Юсри Хафеза, и в финале победил Дэвида Айити из Уганды.

### Чемпионат мира 2017 года
В августе 2017 года в Гамбурге (Германия) стал бронзовым призёром на чемпионате мира в весе свыше 91 кг, где в 1/8 финала по очкам (счёт: 3:2) победил опытного молдаванина Алексея Заватина, затем в четвертьфинале досрочно техническим нокаутом победил колумбийца Кристиана Сальседо, но в полуфинале по очкам единогласным решением (0:5) проиграл казахстанскому боксёру Камшыбеку Кункабаеву, который в итоге стал серебряным призёром данного чемпионата мира.

### Игры Содружества 2018 года
В апреле 2018 года в Голд-Кост (Австралия) участвовал в Играх Содружества в весе свыше 91 кг, где в четвертьфинале по очкам (1:4) проиграл опытному Кедди Анье с Сейшельских Островов.

## Профессиональная карьера в боксе
5 апреля 2019 года в Уоден-Велли (Австралия) провёл дебютный бой на профессиональном ринге, победив нокаутом во 2-м раунде боксёра c Фиджи Джеймса Сингха (3-1).
3 декабря 2020 года в Брисбене (Австралия) досрочно техническим нокаутом в 4-м раунде проиграл молодому но уже опытному австралийцу Джастису Хани (1-0). Бой был за титул чемпиона Австралии (1-я защита Хани) в тяжёлом весе.
15 сентября 2022 года в Брисбене (Австралия) досрочно техническим нокаутом в 3-м раунде проиграл опытному австралийцу Джозефу Гудоллу (8-1-1).
15 марта 2023 года в Сиднее (Австралия) проиграл нокаутом во втором раунде небитому Тоесе Воусиуту (3-0)
21 октября 2023 года в городе Уоден - Велли (Австралия) и победил малоизвестного начинающего Сэма Вилсона (1-2) раздельным решением судей (SD: 39-37, 37-39, 39-38)
13 марта 2024 года в городе Вуллонгонг (Новый Южный Уэльс, Австралия) по очкам проиграл 30-летнему Кики Тоа Лютеле (11-2-2, 8 КО). После 6-и раундов счет составил 60-52 дважды, 58-54 все в пользу Лютеле.

## Статистика профессиональных боёв в боксе
В таблице перечислены результаты всех поединков боксёров.
В каждой строке указан результат поединка. Дополнительно номер поединка обозначен цветом, который обозначает итог поединка. Расшифровка обозначений и цветов представлена в нижеследующей таблице.
| Пример | Расшифровка                     |
| ------ | ------------------------------- |
|        | Победа                          |
|        | Ничья                           |
|        | Поражение                       |
|        | Планируемый поединок            |
|        | Поединок признан несостоявшимся |
| КО     | Нокаут                          |
| ТКО    | Технический нокаут              |
| PTS    | Решение судей (по очкам)        |
| UD     | Единогласное решение судей      |
| MD     | Решение большинства судей       |
| SD     | Раздельное решение судей        |
| RTD    | Отказ от продолжения боя        |
| DQ     | Дисквалификация                 |
| NC     | Поединок признан несостоявшимся |

| 9 поединков, 5 побед (3 нокаутом), 4 поражения. | 9 поединков, 5 побед (3 нокаутом), 4 поражения. | 9 поединков, 5 побед (3 нокаутом), 4 поражения. | 9 поединков, 5 побед (3 нокаутом), 4 поражения. | 9 поединков, 5 побед (3 нокаутом), 4 поражения.                                             | 9 поединков, 5 побед (3 нокаутом), 4 поражения. | 9 поединков, 5 побед (3 нокаутом), 4 поражения.                   |
| Бой                                             | Рекорд                                          | Дата боя                                        | Соперник                                        | Место проведения боя                                                                        | Раундов, время                                  | Дополнительно                                                     |
| ----------------------------------------------- | ----------------------------------------------- | ----------------------------------------------- | ----------------------------------------------- | ------------------------------------------------------------------------------------------- | ----------------------------------------------- | ----------------------------------------------------------------- |
| 8                                               | 5-3                                             | 21 октября 2023                                 | Сэм Уилсон (1-2)                                | Hellenic Club, Уоден-Велли, Канберра, Австралийская столичная территория, Австралия         | SD 4 (4)                                        | Счёт: 39-37, 39-38, 37-39.                                        |
| 7                                               | 4-3                                             | 15 марта 2023                                   | Тоесе Войсиюту (4-0)                            | Kevin Betts Stadium, Маунт-Друитт, Сидней, Новый Южный Уэльс, Австралия                     | TKO 2 (4), 1:56                                 |                                                                   |
| 6                                               | 4-2                                             | 15 сентября 2022                                | Джозеф Гудолл (8-1-1)                           | Nissan Arena, Натан, Брисбен, Квинсленд, Австралия                                          | TKO 3 (6), 1:20                                 |                                                                   |
| 5                                               | 4-1                                             | 23 апреля 2021                                  | Джейми Портер (10-6)                            | Coorong Pavilion — Exhibition Park, Канберра, Австралийская столичная территория, Австралия | SD 6 (6)                                        | Счёт: 56-58, 58-56 (дважды).                                      |
| 4                                               | 3-1                                             | 3 декабря 2020                                  | Джастис Хани (1-0)                              | Fortitude Music Hall, Fortitude Valley, Брисбен, Квинсленд, Австралия                       | TKO 4 (10), 1:07                                | Бой за титул чемпиона Австралии (1-я защита Хани) в тяжёлом весе. |
| 3                                               | 3-0                                             | 8 ноября 2019                                   | Джейкоб Сноуден (6-0)                           | Hellenic Club, Уоден-Велли, Канберра, Австралийская столичная территория, Австралия         | TKO 1 (4), 0:56                                 |                                                                   |
| 2                                               | 2-0                                             | 6 сентября 2019                                 | Петеро Кика (6-1)                               | Hellenic Club, Уоден-Велли, Канберра, Австралийская столичная территория, Австралия         | KO 1 (4), 0:12                                  |                                                                   |
| 1                                               | 1-0                                             | 5 апреля 2019                                   | Джеймс Сингх (3-1)                              | Hellenic Club, Уоден-Велли, Канберра, Австралийская столичная территория, Австралия         | KO 2 (4), 1:33                                  | Профессиональный дебют.                                           |
| Бой                                             | Рекорд                                          | Дата боя                                        | Соперник                                        | Место проведения боя                                                                        | Раундов, время                                  | Дополнительно                                                     |